# Pterospora andromedea
Pterospora andromedea Nutt. – gatunek z monotypowego rodzaju roślin Pterospora z rodziny wrzosowatych (Ericaceae). Występuje w dużej części Ameryki Północnej – w środkowym i północnym Meksyku, w zachodniej, środkowej i północno-wschodniej części Stanów Zjednoczonych oraz na Alasce, a także w zachodniej i południowej Kanadzie. 
Jest bezzieleniowym myko-heterotrofem o największej wysokości w tej grupie roślin, występującym zarówno w suchych, jak i wilgotnych miejscach w iglastych i mieszanych lasach, najczęściej na głębokich, próchnicznych glebach, też na glebach wapiennych. Rośnie zwykle w miejscach cienistych, na obszarach nizinnych i w górach sięgając do 3700 m n.p.m. Kwitnie latem. Kwiaty zapylane są przez pszczoły sięgające długimi językami do wnętrza kwiatów po nektar.

## Morfologia

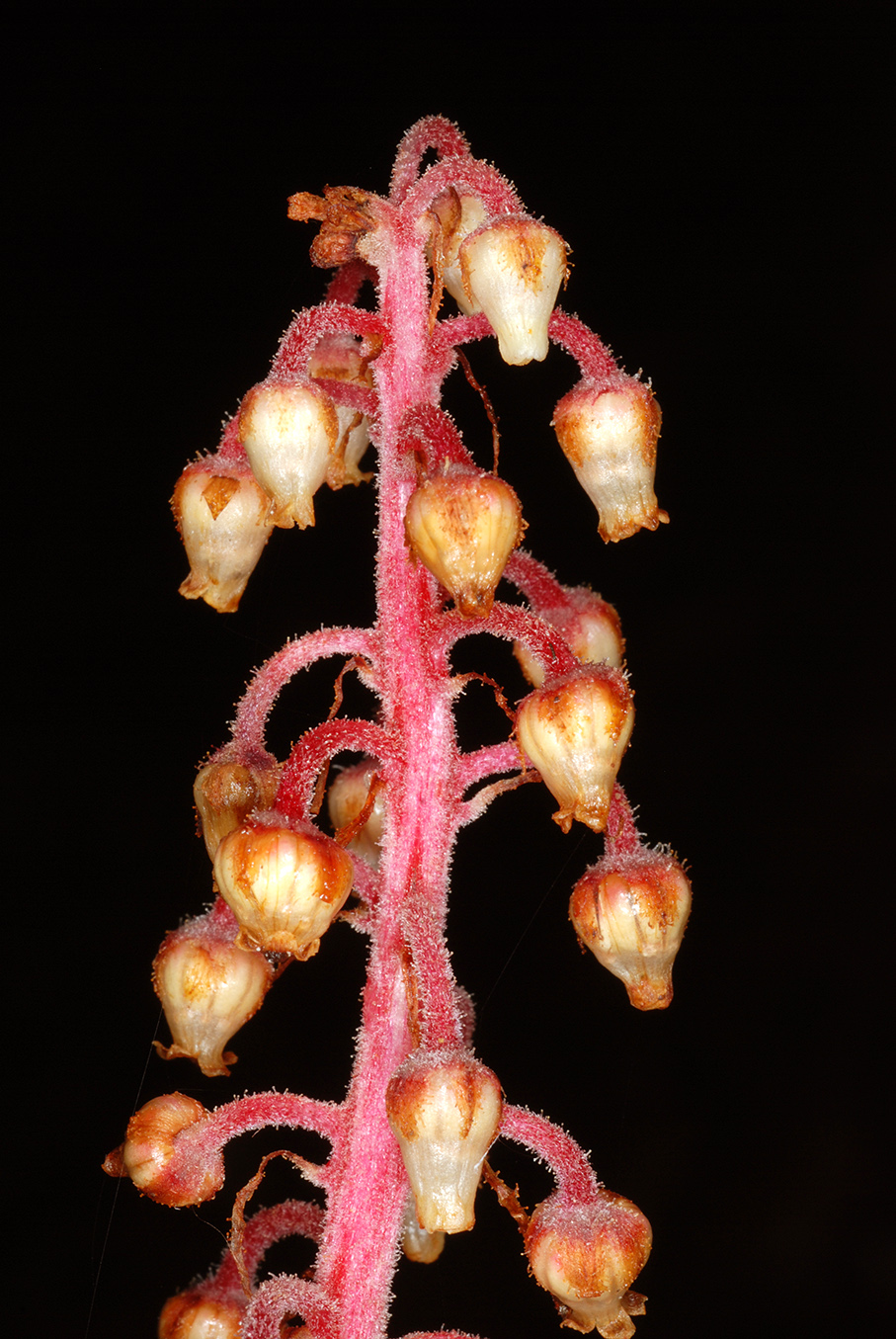
Szczyt kwiatostanu

PokrójRoślina bezzieleniowa, bez łodygi i liści – rozwijająca jedynie kwiatostan.
KwiatyZebrane we wzniesiony kwiatostan groniasty, osiągający wysokość od 15 do 170 cm (wyjątkowo nawet do 2 m) i średnicę do 1,5 cm. Kwiatostan ma barwę różową do czerwonej, z czasem brązowieje, cały jest owłosiony i ogruczolony. Kwiaty wsparte są błoniastymi przysadkami o długości do 1 cm. Rozwijają się na odgiętych w dół szypułkach, wydłużających się nieco w czasie owocowania. Kwiaty są promieniste i zwieszone. Działki kielicha w liczbie 5 są wolne, lancetowate do jajowatych, osiągają 4–6 mm długości. Płatków urnowatej korony jest 5, są białe, kremowe lub żółtawe. Osiągają 6–9 mm długości, na wierzchołku są zaokrąglone i nieco odgięte. Pręciki w liczbie 10 schowane są w rurce korony. Ich nitki rozszerzają się ku górze i są nagie, pylniki są jajowate, mają 1 mm długości i pazurki o długości 1,5 mm; otwierają się dwoma owalnymi pęknięciami. Zalążnia powstaje z 5 owocolistków i jest 5-komorowa, z prostą, cienką szyjką słupka na szczycie ze znamieniem główkowatym, bez pierścienia włosków na szyjce.
OwocSuche torebki o średnicy 5–10 mm i długości 7–14 mm, zawierające ponad 100 jajowatych, dookoła szeroko oskrzydlonych nasion.

## Systematyka
Pozycja systematyczna
Gatunek z monotypowego rodzaju roślin Pterospora Nutt., będącego jednym z dwóch w plemieniu Pterosporeae w podrodzinie  Monotropoideae Arnott (syn. Hypopityaceae Link, Monotropaceae Nuttall, nom. cons., Pyrolaceae Lindley, nom. cons.) w obrębie rodziny wrzosowatych Ericaceae Jussieu z rzędu wrzosowców Ericales Dumortier.